# Oxford Brookes University
Oxford Brookes University är ett statligt universitet i Oxford i Storbritannien som grundades 1865 och blev universitet 1992. Det är det näst största universitetet i Oxford, efter Oxfords universitet.
Det rankas som ett av de 401–500 främsta lärosätena i världen i Times Higher Educations ranking av världens främsta lärosäten 2018.